# Alice Superiore
Alice Superiore (piemonti nyelven Àles) egy olasz község (comune) a Piemont régióban.

## Külső hivatkozások
- Comunità Montana Valchiusella
- Comune di Alice Superiore